# 南排山岛
南排山岛，是中华人民共和国浙江省玉环市坎门街道管辖的一个岛屿。

## 地貌
南排山岛位于玉环市坎门港口南面，西为黄门山岛，南为百亩田礁，东临东海，面积543890平方米，主峰海拔108.9米。岛为岩石结构，山上土层浅薄，有草皮和松树。1972年，当地曾在钓艚与南排山岛中设置飞港线运输（500米），后由于南排山岛不再住人，撤销不用。